# آلکالا لا رئال
آلکالا لا رِئال (به اسپانیایی: Alcalá la Real) یکی از شهرک‌های استان خائن در کشور اسپانیا است. این شهر با مساحت ۲۶۲٬۹  کیلومتر مربع، ۲۲۸۷۰ تن جمعیت دارد.